# Turkmenistán en los Juegos Mundiales de Breslavia 2017
Turkmenistán fue uno de los países que participó en los Juegos Mundiales de 2017 celebrados en la ciudad de Breslavia, Polonia.
Turkmenistán acudió a los Juegos con una única atleta, y no consiguió ninguna medalla.

## Ju-Jitsu
La única atleta de Turkmenistán inscrita a los Juegos fue la peleadora de Ju-Jitsu Angelina Filippova, sin embargo, Filippova se retiró de la competencia de Ne-Waza femenil de 55 kilogramos, con lo que dejó a su país sin participación.